# Lynne Woolstencroft
Pour les articles homonymes, voir Woolstencroft.
Lynne Elizabeth Woolstencroft (23 septembre 1943-13 mai 2013) est une femme politique  municipale canadienne de l'Ontario. Elle occupe le poste de mairesse de Waterloo de 2000 à 2003.

## Biographie
Née à Saskatoon en Saskatchewan, Woolstencroft fait des études en Éducation à l'Université de Calgary et une maîtrise en arts de l'Université de Central Michigan.
Mariée à une administrateur et professeur de science politique à l'Université de Waterloo, elle milite pour inscrire l'enseignement de Shakespeare dans le cursus scolaire. Elle a également donné des cours en enjeux environnementaux et en résolution de problèmes à l'Université de Waterloo.
Son implication dans l'amélioration de la qualité de vie et de l'environnement à Waterloo a contribué à nommer celle-ci ville la plus verte d'après TVO.

## Politique
En 1985, elle est candidate progressiste-conservatrice défaite dans Waterloo-Nord.
À nouveau candidate progressiste-conservatrice mais sur la scène fédérale dans Kitchener—Waterloo en 1993 et en 1997, elle est défaite lors de ces deux scrutins.
Sur la scène municipale, Woolstencroft est conseillère municipale de Waterloo durant trois mandats de 1985 à 2000 et mairesse de 2000 à 2003.
Son mandat de mairesse a été marqué par le RIM Park Scandal (en), projet adopté avant son entrée en fonction à titre de mairesse, mais qu'elle avait supporté en tant que conseillère. Lors du procès, elle s'est défendue d'avoir été une conseillère périphérique au projet.
Durant son mandat, Waterloo voit le développement de plusieurs pavillons de son Université, soit le Perimeter Institute, le Centre for International Governance Innovation et le Research and Technology Park.
Défaite par l'ancien maire, Herb Epp, en novembre 2003, elle décède en mai 2013.